# サウジアラビア料理

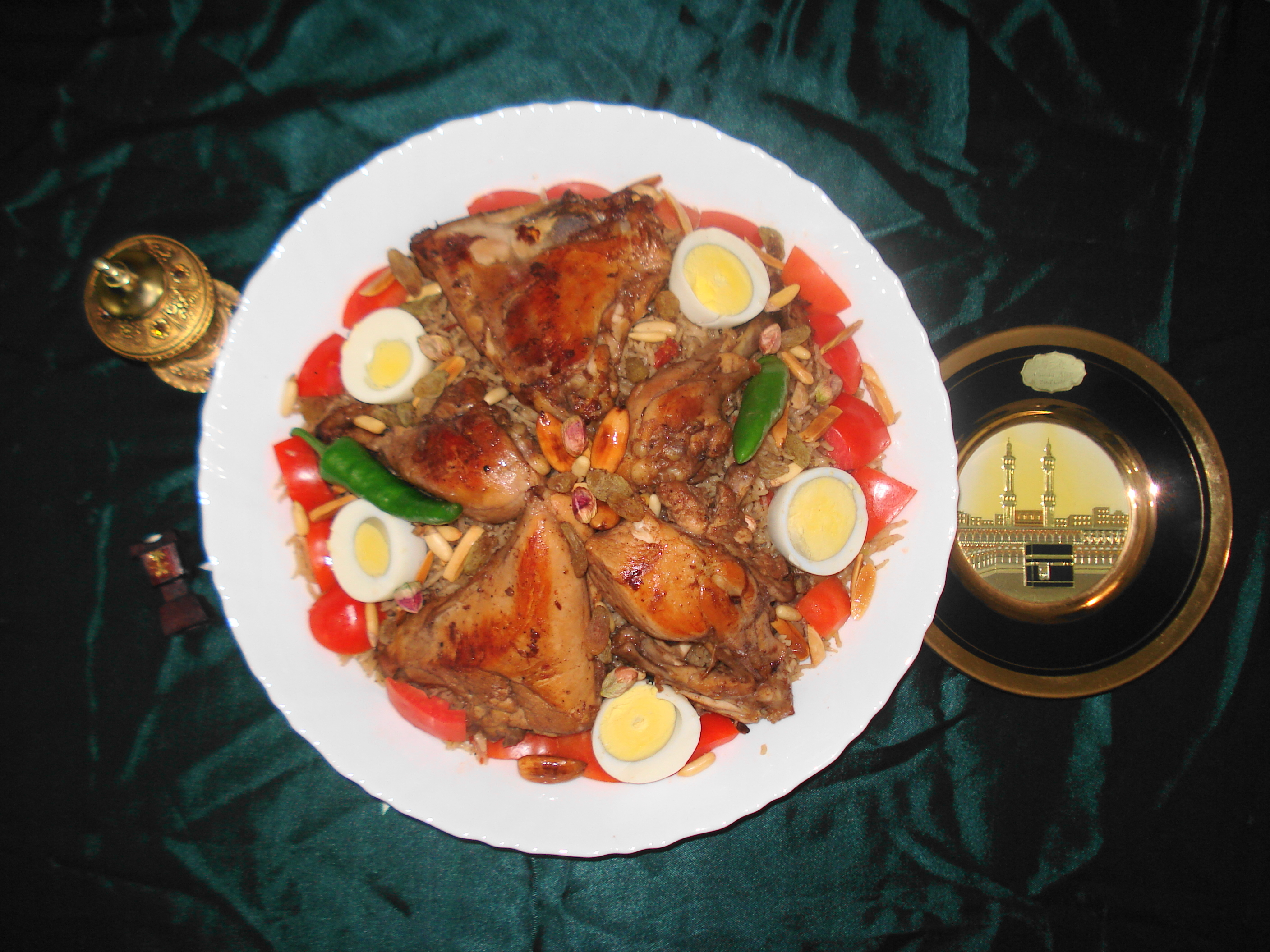
米、肉、野菜を炊き込んだ料理カブサはサウジアラビアの国民食である。

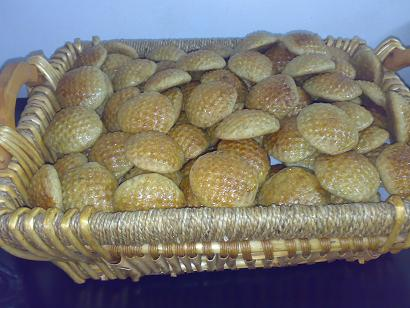
クリージャー（Kleeja、كليجا）、カルダモン入のクッキー

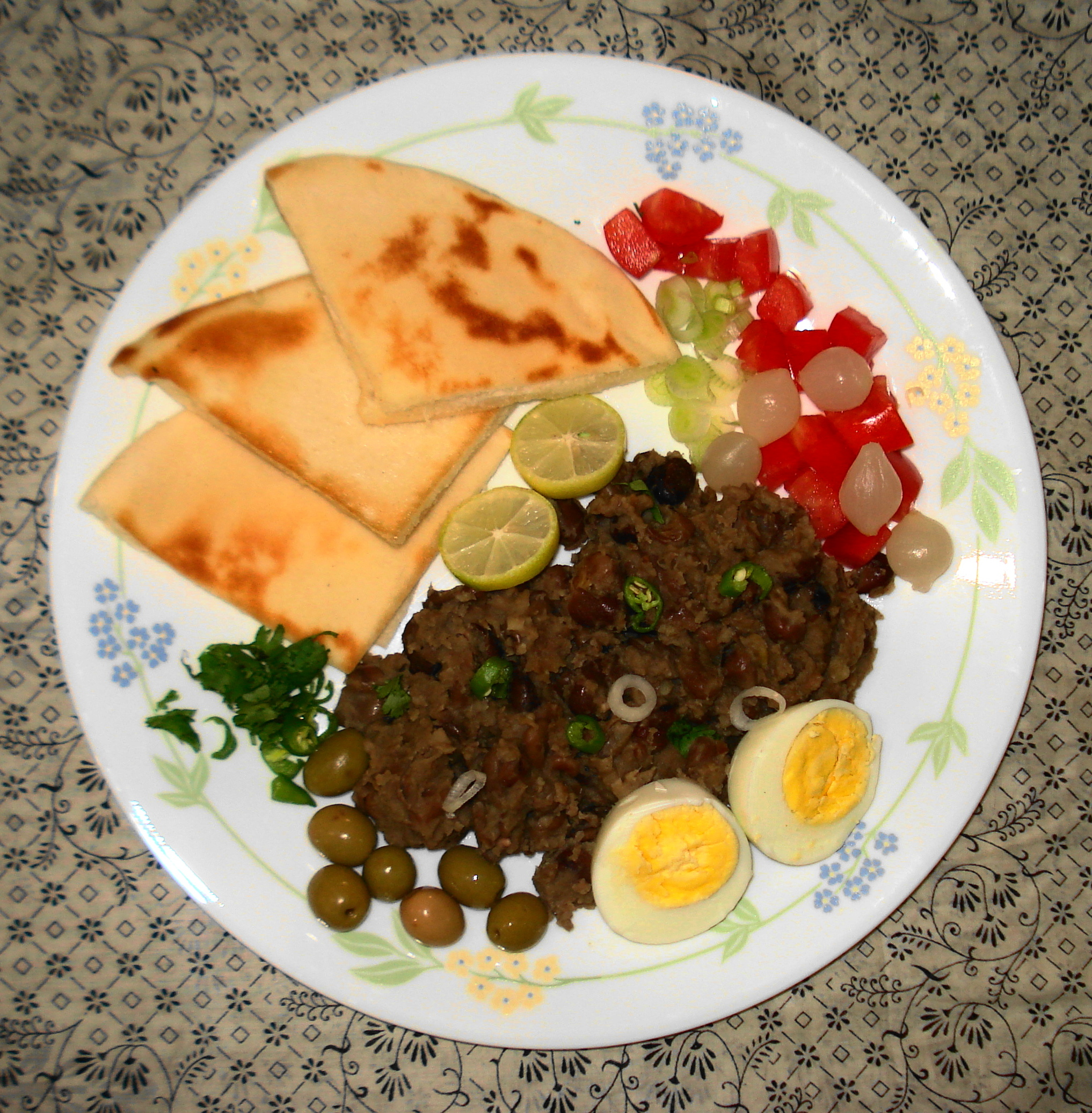
フール

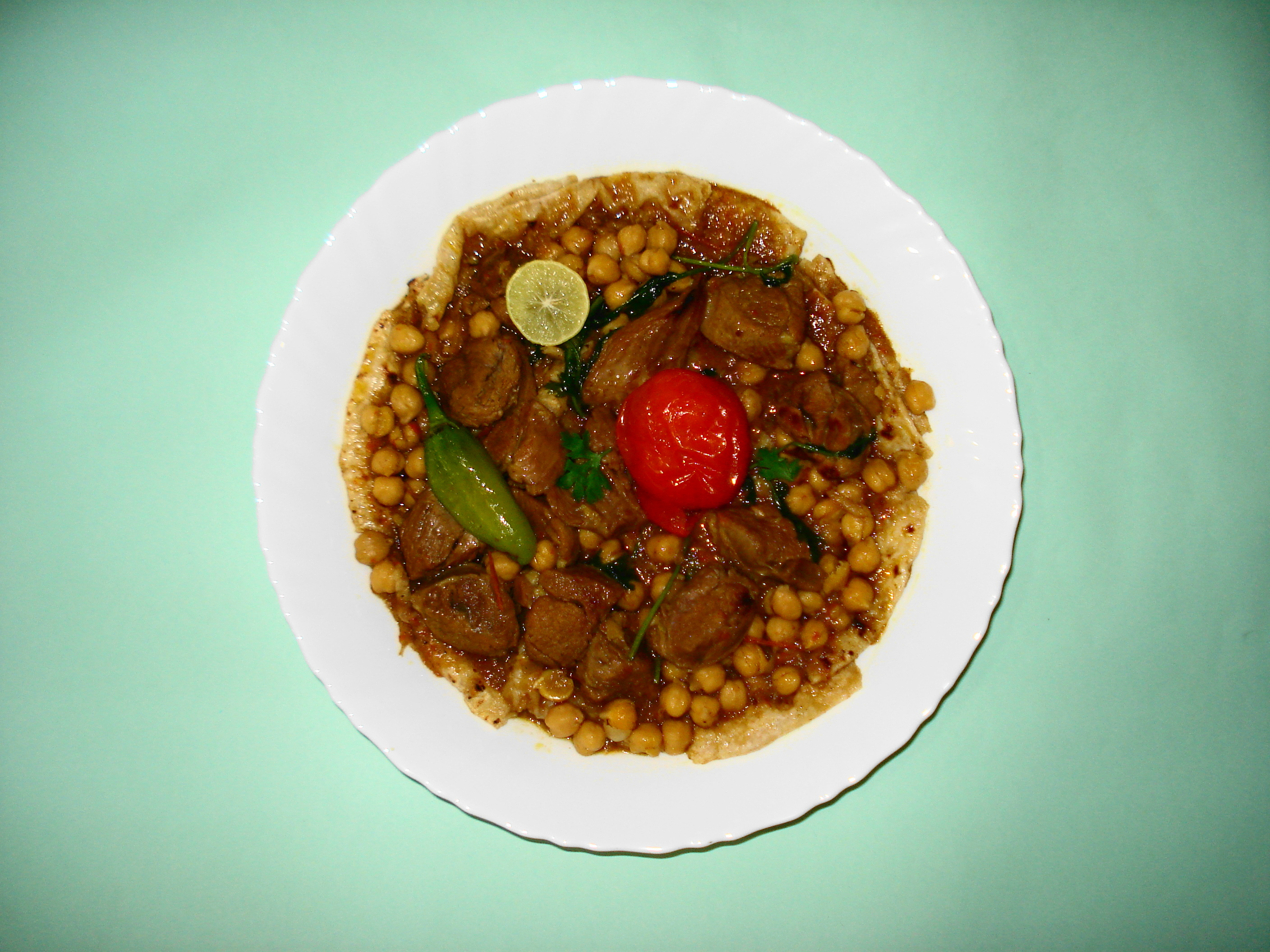
肉や豆、野菜を煮込んだ料理サリード（ثريد）

本項目では、サウジアラビアの料理に関して述べる。

## 伝統料理

### 食
サウジアラビアの人は何千年にも渡り同じ形式の食事を摂取してきた。サウジアラビア料理において一般的に使用される食材としては小麦粉、米、羊肉、鶏肉、ヨーグルト、デーツなどがある。シャーワルマー（シャワルマ）と呼ばれる料理やファラフェルもまた非常に一般的な料理である。ヨーグルトは通常ラバン（Laban）と呼ばれる飲料の中に入れて作られる。一般料理。

### 飲料
伝統的な喫茶店は様々な機会に使用されてきたが、現代ではフードコートスタイルのカフェに取って代わられている。サウジアラビア高等教育省によれば、サウジアラビアにおいてコーヒー（ガフワ）を提供することは温かいもてなしの象徴であるとされている。伝統的には、コーヒー豆はすり鉢とすりこ木を用いて客の前で挽いた後に煎っている様子を示す。ホストは挽く過程においてコーヒー豆にカルダモンの莢を加え、出来上がったコーヒーはまず客のカップに注がれるという過程を経ていた。今日、ガフワは客の目の前で用意されることはなく、代わりにダッラ（dallah、アラブ地域のやかん）で優雅に供され、フィンジャーンと呼ばれる小さなカップに注がれる。水を飲むこともまたアラブ地域において有名な慣習であり、友人、家族、客とのカジュアルな場においても、公式の会合などの場においても茶によるもてなしが行われる。茶は牛乳を加えない黒茶であり、様々なハーブを加えて供される。ヒツジ、ヤギ、ラクダの乳もまたベドウィン（遊牧民）の間で使用されている。

## イスラム教の食事戒律
イスラム教では豚肉とアルコール飲料の摂取を禁じている。この戒律はサウジアラビア国内全体に適用されている。イスラム教の戒律では、動物を食する場合はハラールに従って屠殺したものでなければならず、肉を食べる前に神に感謝しなければならない。2008年、サウジアラビアはマトンとラムの世界第5位の輸入国となった。
サウジアラビア高等教育省によれば、「温かいもてなしの象徴として、客には温かいコーヒーとデーツが供される」。ラマダーン（断食月）の期間中であってもこれは行われる。サウジアラビアのムスリムは休息を取る際、デーツと水、カフワ・アラビーヤを食する。コーヒーに含まれるカフェインと、デーツに含まれるタンパク質、鉄分により手軽にエネルギーを摂取することができる。ラマダーン期間中の夜に行われるタラウィーの礼拝のエネルギー源となっている。

## 食料品店と市場
サウジアラビアには西洋スタイルの食料品店と伝統的なアラブの市場の両方が多く存在している。大通りにあり、ステンレス製のカートを使って一箇所で買い物を済ませたいと考える人々の間では、タミーミー、パンダ、アル・オサイム、カルフール、Danube、LuLu、ハルワーニー（Halwani）のような西洋スタイルの大型ショッピングセンターが人気である。
サウジアラビアではラベルに英語で商品紹介が書かれた商品が並んでいるが、それらの商品の多くは輸入品であるため高価である事が多い。
一方で、サウジアラビアの野菜市場では新鮮な野菜が販売されているが、こちらは交渉により価格を決める形式をとっている。大都市近郊の街には独自の市場がある事が多い。市場の特定の店に足繁く通い店主と良い関係を築くことにより、値下げ交渉を行うことができたり、「目玉商品」を手にすることができるようになる。

## ファーストフード

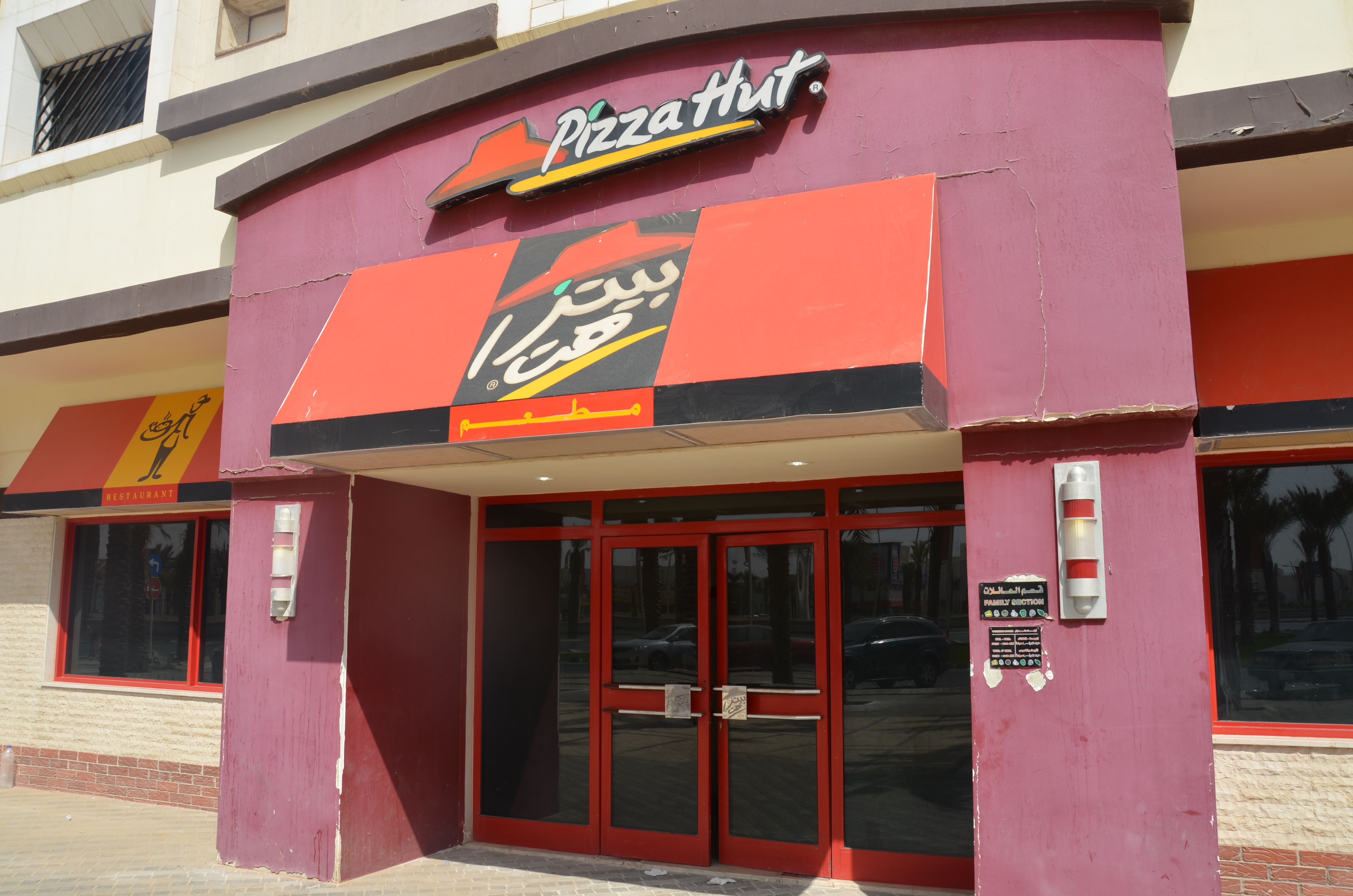
リヤドにあるピザハットの店舗

サウジアラビアではファーストフード、ピザ、チェーン系レストランが人気である。国内で展開している有名なファーストフード店の一つに、ジッダに拠点を置くアル・バイクがある。アル・バイクはサウジアラビア西部を中心に店舗を展開している。サウジアラビアで営業を行っているファーストフード店としてはバーガーキング、マクドナルド、ハーディーズ、KFC、ピザハット、ドミノ・ピザ、パパ・ジョンズ・ピザなどがある。

## 料理の国際化
サウジアラビアは王国内のあらゆる地域に世界に名だたるレストランが店舗を出す投資地域となっている。サウジアラビアに出店しているレストランにはルノートル、ラントルコート、ジョリビー、アシュトン・カッチャーズ・ケチャップ、メルティング・ポット、ザ・ヌードル・ハウス、ラデュレなどがある。
移民の主要因となっている大量の外国人労働者や外国人観光客がハッジ（巡礼）を行うためにサウジアラビアを訪れることで、サウジアラビア料理はムスリム世界の様々な地域の料理から影響を受けている。これにより、ムタバク、マントやフール（Ful、فول）のような外国の料理がサウジアラビアに紹介されることとなった。